# 542 Dywizja Piechoty (III Rzesza)
542 Dywizja Piechoty (niem. 542. Infanterie-Division) – jedna z niemieckich dywizji piechoty z czasów II wojny światowej. Utworzona w sierpniu 1944 roku w wyniku przekształcenia 542 Dywizji Grenadierów. Już w październiku tego roku przemianowana w 542 Dywizję Grenadierów Ludowych. Dowodził nią generał porucznik Karl Löwrick.

## Skład
- 1076 pułk grenadierów
- 1077 pułk grenadierów
- 1078 pułk grenadierów
- 1542 pułk artylerii
- jednostki dywizyjne